# 美添泰人
美添 泰人（よしぞえ やすと、1946年6月3日 - ）は、日本の統計学者・経済学者。青山学院大学名誉教授。専門は、統計科学・経済統計学・情報科学。特に、ロバスト統計理論・2項回帰モデル・官庁統計の理論と実際・ベイズ理論や意思決定論などで知られる。Ph.D（統計学）（ハーバード大学・1987年）。公認会計士試験委員。東京都出身。
フジテレビの人気番組であった「トリビアの泉」に統計学者として数回にわたり出演したことがある。

## 略歴

### 学歴
- 1969年 東京大学経済学部 経済学科 卒業
- 1975年 東京大学大学院経済学研究科 博士課程 修了
- 1978年 ハーバード大学 Graduate School of Arts and Sciences 修了（Ph.D., 1987年）

### 職歴
- 1978年 立正大学経済学部 講師（後に同助教授、教授）
- 1985年 Carnegie-Mellon University, Department of Statistics, Professor
- 1989年 シンガポール国立大学 Senior Lecturer
- 1992年 青山学院大学経済学部 教授
- 2015年 青山学院大学経済学部 教授を退任

### 学外における役職
- 1994-1996 日本統計学会 理事長
- 1999-2002 経済企画庁経済研究所（内閣府経済社会総合研究所）客員主任研究官
- 2004-2008 総務省統計研修所 客員教授
- 2005-2007 統計審議会委員（会長）
- 2007-2009 統計委員会委員
- 2009-2011 日本統計学会会長

## 主な著書
- 『経済統計入門』（共著）東京大学出版会、1983年（第2版1992年）
- 『統計入門』（共著）東京大学出版会、1984年

## 主な論文
- 「統計改革の残された課題」『社会・経済の統計科学（21世紀の統計科学 第1巻）』東京大学出版会、2008年
- 「複数の計量値をもつ調査のための最適配分」『日本統計学会誌』第32巻、2002年
- 「小地域統計の推定手法と応用」『経済研究』第52巻 2001年
- “A Role of Statistical Matching in Analyzing Household Surveys”（共著）『青山経済論集』第51巻、2000年
- “Leverage Points in Nonlinear Regression Model”Journal of Japan Statistical Society 第21巻、1991年
- 「多重共線性へのベイズ・アプローチ」鈴木雪夫・国友直人編『ベイズ統計学とその応用』東京大学出版会、1989年
- 「2項回帰モデルのロバスト推定」林周二・中村隆英編『日本経済と経済統計』東京大学出版会、1986年